# Route nationale 506
Die Route nationale 506, kurz N 506 oder RN 506, war von 1933 bis 1973 eine französische Nationalstraße, die in zwei Teilen von Bonneville zur Schweizer Grenze zwischen Chamonix und Martigny verlief. Ihre Gesamtlänge betrug 53 Kilometer. 1978 übernahm die N205 die Trasse zwischen Bonneville und Chamonix in ihrer neuen Führung. Der Abschnitt bis zur Schweizer Grenze der N506 existierte noch bis 2006. Am Col des Montets bekam die Straße in den 1990er Jahren eine neue geradere Führung. Die ehemalige Route wurde in N2506 umnummeriert und 2006 abgestuft. Heute ist sie ein Parkplatz und trägt die Département-Straßennummer 2506. Im Winter, wenn Lawinenrisiko für die Passstraße besteht, wird der Strassenverkehr durch den tieferliegenden Tunnel der Bahnstrecke Saint-Gervais–Vallorcine geführt. Zwischen dem Autobahnende der A40 bei Saint-Gervais-les-Bains und Chamonix ist die Straße als Schnellstraße ausgebaut. Von 1937 bis 1970 schloss an der Grenze die nummerierte Hauptstrasse 115 nach Martigny an.

## N 506a
Die Route nationale 506A, kurz N 506A oder RN 506A, war von 1956 bis 1973 ein Seitenast der N506, der von dieser in Chamonix abzweigte und in den Tunnel du Mont Blanc führte, wo sie ihre Fortsetzung in der SS26dir fand. 1978 wurde sie Teil der N205.

## N 2506
Die Route nationale 2506, kurz N 2506 oder RN 2506, war die Bezeichnung für die alte Trasse der N506 am Col des Montets, als diese neu trassiert wurde. Seit 2006 ist sie eine Départementstrasse mit gleicher Nummer 2506.